# Mighty Ducks – Das Powerteam
Mighty Ducks – Das Powerteam (Originaltitel: Mighty Ducks) ist eine 26-teilige Disney-Zeichentrickserie um ein Eishockeyteam aus außerirdischen Enten und Ableger der Spielfilmreihe Mighty Ducks mit Emilio Estevez. Die Serie wurde vom 7. September 1996 bis zum 10. Januar 1997 auf ABC und als Teil des Syndication-Programmfensters The Disney Afternooon erstausgestrahlt. In Deutschland zeigte RTL die Serie erstmals vom 18. Juli bis zum 15. November 1998. Im Folgejahr wurde sie auf Super RTL wiederholt und danach mehrfach auf dem Disney Channel.

## Inhalt
Die anthropomorphen Enten Wildwing, Nosedive, Duke L’Orange, Mallory, Tanya und Grin fliehen auf die Erde, nachdem ihr eisiger Heimatplanet Puckworld vom Echsenmenschen Lord Dragaunus zerstört wurde. Von dort aus nehmen sie getarnt als Eishockeymannschaft Mighty Ducks den Kampf gegen Dragaunus auf, der mit seiner Bande nun die Erde erobern will. Mithilfe ihres menschlichen Sportmanagers Phil Palmfeather spielen die Ducks bald auch erfolgreich in der National Hockey League. Zusätzlich stellen sich Lucretia DeCoy, Captain Klegghorn, der „Möchtegern-Superheld“ Mondoman, Dr. Droid, Asteroth und Falcone den Titelhelden in den Weg.

## Sprecher
| Figur            | Originalsprecher | Deutscher Sprecher |
| ---------------- | ---------------- | ------------------ |
| Wildwing         | Ian Ziering      | Michael Iwannek    |
| Nosedive         | Steve Mackal     | Simon Jäger        |
| Duke L’Orange    | Charles Adler    | Stefan Fredrich    |
| Mallory          | Jennifer Hale    | Daniela Hoffmann   |
| Tanya            | April Winchel    | Renate Danz        |
| Grin             | Brat Garret      | Raimund Krone      |
| Phil Palmfeather | James Belushi    | Hans-Jürgen Wolf   |
| Lord Dragaunus   | Tim Curry        | Jan Spitzer        |